# Coenosia carinata
Coenosia carinata este o specie de muște din genul Coenosia, familia Muscidae, descrisă de Xiaolong Cui și Li în anul 1996.
Este endemică în Jilin. Conform Catalogue of Life specia Coenosia carinata nu are subspecii cunoscute.